# Роксолана (альбом Олега Винника)
Роксолана — третій студійний альбом українського співака Олега Винника і перший україномовний, випущений у 2013 році. 
Перше живе виконання пісень з альбому відбулось на концерті у Рівному восени 2013 року.
Пісню «Роксолана» за словами Винника він написав у 2005 році і присвятив жінкам, які працюють в Західній Європі. 

## Список композицій
Автор музики та пісень до усіх композицій  — Олег Винник.
| #   | Назва                                        | Тривалість |
| --- | -------------------------------------------- | ---------- |
| 1.  | «Роксолана»                                  | 3:58       |
| 2.  | «Дай Мені Помріяти»                          | 3:12       |
| 3.  | «Полон»                                      | 3:27       |
| 4.  | «Моя Любов»                                  | 3:31       |
| 5.  | «Па-па»                                      | 3:29       |
| 6.  | «Полісмен»                                   | 3:04       |
| 7.  | «Надкусили Місяць Зорі»                      | 4:06       |
| 8.  | «Марічка»                                    | 3:02       |
| 9.  | «Києве Мій»                                  | 3:12       |
| 10. | «Мої батьки»                                 | 4:19       |
| 11. | «Вовчиця»                                    | 4:22       |
| 12. | «Перлина-Україна»                            | 2:58       |
| 13. | «Ніч Яка Місячна (українська народна пісня)» | 3:28       |
| 14. | «Молитва»                                    | 4:15       |